# Agrostis brachystachys
Agrostis brachystachys é uma espécie de gramínea do gênero Agrostis, pertencente à família Poaceae.